# Vallée Bow
Pour les articles homonymes, voir Bow.
La vallée Bow, Bow Valley en anglais, est une vallée parcourue par la Bow River en Alberta, au Canada. Elle tire peut-être son nom de sa ressemblance avec un arc (bow en anglais).

## Parcs
Le parc provincial de Bow Valley se trouve à l'est des Rocheuses canadiennes, dans la partie basse de la vallée, alors que la partie haute de la Bow River traverse le parc national Banff.

## Lacs
On trouve de nombreux lacs, glaciaires ou artificiel le long de la vallée Bow :
- lac Bow ;
- lac Hector ;
- lacs Vermilion ;
- lac Gap ;
- lac des Arcs ;
- lac Ghost.